# IFK Luleå
IFK Luleå, egentligen Idrottsföreningen Kamraterna Luleå, grundad 20 september 1900, är en idrottsförening i Luleå där man är stadens största fotbollsklubb. Säsongerna 2011 till 2017 spelade man i division 1 Norra, men spelade efter nedflyttning säsongen 2018 i division 2 Norrland. Klubben har Nyabvallen som hemmaarena och har gjort en säsong i Allsvenskan 1971.

## Fotboll
IFK Luleå är den äldsta och mest anrika sportklubben i Luleå. Från början hade man verksamhet i en rad olika sporter men idag är det endast fotbollssektionen som finns kvar. Enligt uppgift var det järnvägstjänstemannen Vilhelm Rosén från Stockholm (1880–1959) som tog fotbollen till Luleå. Han hade lärt sig spelet i Djurgårdens IF, där som fruktad center, och kom till Luleå kring 1904 och bildade Luleå fotboll. Av detta inspirerades ungdomar inom IFK Luleå och snart hade de bildat ett fotbollslag.
Lagen från Norrland var utestängda från de högsta serierna fram till 1955 men 1959 kom den förre landslagsmannen Lennart Samuelsson att ta över laget som spelande tränare. Under hans ledning kvalade man för första gången till Allsvenskan men föll mot Jönköping Södra med 1-2 och 0-7. Året efter kvalade man igen men föll i en grupp med Elfsborg, Örebro SK och IFK Kristianstad. Noterbart är att Elfsborg vann SM-guld året efter medan Örebro slutade på fjärde plats. Den 1 april 1967 spelade laget en vänskapsmatch borta mot Östtyska BFC Dynamo på fotbollsstadion i Sportforum Hohenschönhausen i Östberlin. Avancemanget skulle dröja elva år och herrlaget spelade i Allsvenskan 1971. Efter en framgångsrik inledning på säsongen dalade man under andra halvan och åkte till sist ur serien. En bidragande anledning kan ha varit den träningsmatch man spelade mot Liverpool FC under uppehållet. En match som var relativt rå där viktige Bosse Lindmark i skadade sig efter en duell med Larry Lloyd. Det var även i denna match som Kevin Keegan gjorde sitt första mål i Liverpools A-lags tröja.
I slutet av 1980-talet och början av 1990-talet upplevde klubben en ny storhetstid. Med ryssarna Vladimir Galaiba och Valerij Petrakov samt backen Mats Olausson i laget var man under flera säsonger i rad med i toppstriden i gamla Norrettan, som på den tiden var Sveriges näst högsta division tillsammans med Söderettan. 1992 vann IFK Luleå serien och spelade sedan en kvalserie med fyra lag, Degerfors IF, Örgryte IS, Helsingborgs IF och Luleå. Den inbördes ordningen avgjorde sedan vilket av fyra andra lag man skulle få möta i ett direktkval om att gå till Allsvenskan 1993. IFK Luleå vann bortamatchen mot favorittippade Degerfors IF med 1-0 efter mål av Christer Andersson. Därefter spelade man 1-1 hemma mot Örgryte IS och förlust med 4-3 borta mot Helsingborgs IF (med en viss Henrik Larsson i laget). Helsingborgs IF vann på övertid, vilket gjorde att IFK Luleå missade förstaplatsen i kvalserien och ställdes mot Västra Frölunda IF i kvalet.
I den första kvalmatchen vann IFK Luleå med 2-1. Matchen spelades på Hertsö IP:s konstgräs i Luleå i tolvgradig oktoberkyla. Returen spelades två veckor senare på Ruddalens IP i Göteborg. IFK Luleå ledde i halvtid med 2-0 och Västra Frölunda var tvingade att vinna med minst två måls marginal. Det gjorde de. Göteborgarna vann med 4-2 och drömmen om att åter se allsvensk fotboll i Luleå dog på mindre än 20 minuter. Några av dåtidens framgångsrika spelare i IFK Luleå gick senare till allsvenska klubbar, exempelvis Joachim Karlsson som hade stora framgångar i Trelleborgs FF, Patric Karlsson och Magnus Samuelsson.

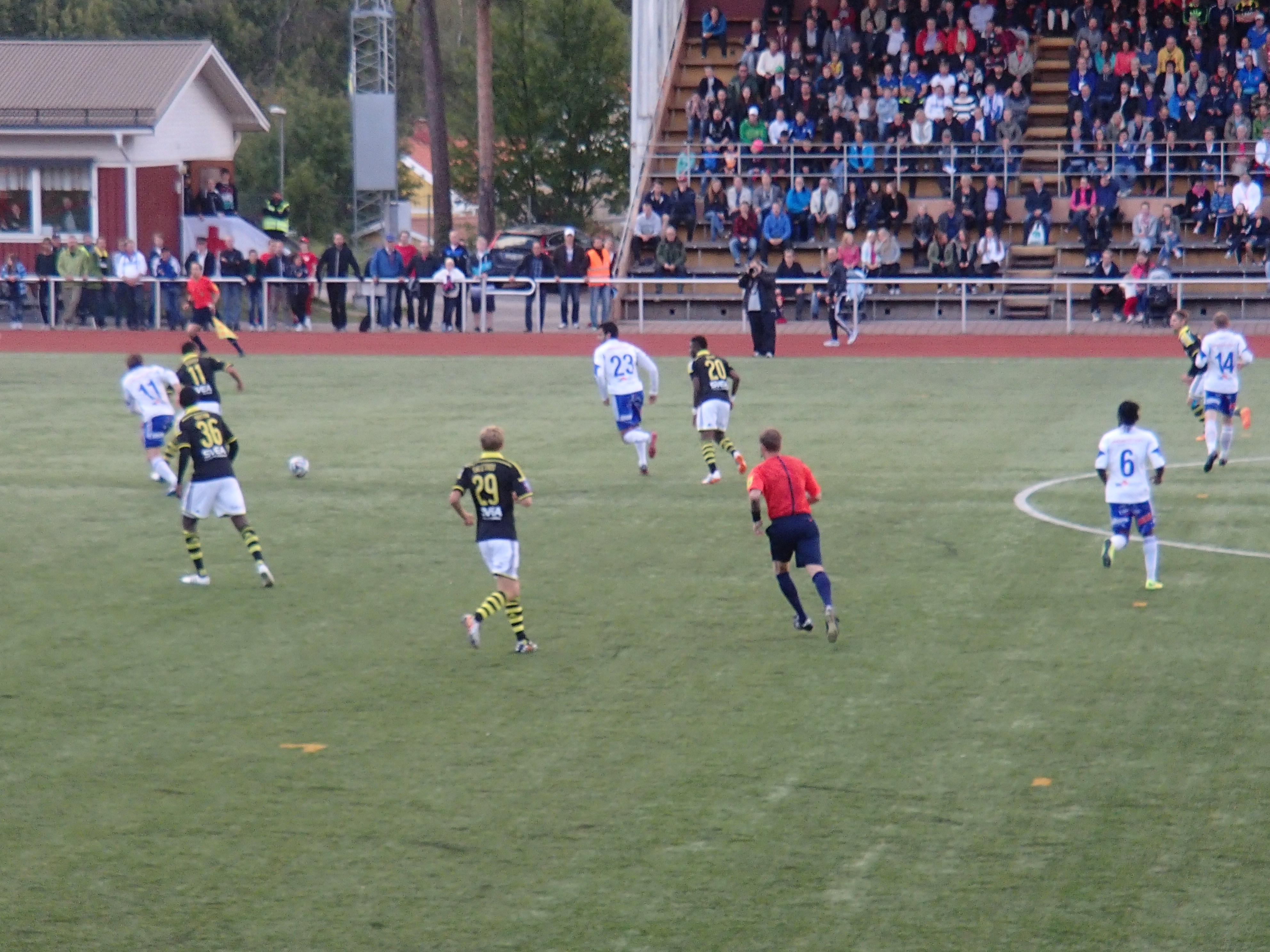
IFK Luleå i match mot AIK i Svenska Cupen på Skogsvallen, augusti 2014 (förlust 0-2).

Efter några år som ett stabilt lag i Norrettan sjönk man i seriesystemet och tvingades på grund av dåliga finanser att spela i Division 3 mellan 1999 och 2000 medan Luleå FF tog över ställningen som stadens ledande klubb. 2001 var man tillbaka i Division 2 och vann den nordligaste serien för att falla i kvalspelet till Superettan mot Brommapojkarna. Istället var det lokalrivalen Bodens BK som tog steget upp säsongen efter.
Under åren som följde var man ett stabilt lag i tredjedivisionen men vid sjundeplatsen 2005 innebar att man på grund av serieomläggningen till 2006 fick spela i landets fjärde högsta serie. Det blev fyra raka andraplatser för IFK Luleå mellan 2006 och 2009. 2007 missade man seriesegern på mållinjen då man föll i sin sista match samtidigt som Ersboda vann sin och gick förbi. 2010 tog IFK Luleå steget upp i Division 1 norra. På sju säsonger i divisionen uppnådde klubben en tredjeplats, en femteplats, tre tiondeplatser samt en elfteplats, innan man 2017 slutade på fjortonde och sista plats och flyttades ner till division 2 Norrland.
Fredric Lundqvist, vars moderklubb är Gammelstads IF, är den hemfostrade spelare med flest meriter som spelat i IFK Luleå förutom importerna Lennart Samuelsson, Jeremy Goss, Valerij Petrakov och Charles Sampson. Lundqvist spelade fem matcher för svenska landslaget.

### Hemmaplan
Man har haft Skogsvallen på Bergviken som hemmaplan under en lång tid. Det var där man spelade sina matcher under den allsvenska säsongen inför en snittpublik på 7 846 personer. 
Man har tidigare spelat matcher på Hertsö IP:s konstgräs när Skogsvallens gräs inte varit dugligt. Man höll även till där då Skogsvallen fick en konstgräsmatta under våren 2008. På försäsongen spelar man ofta matcher i Arcushallen i Karlsvik.
Författaren Björn Ranelid gjorde sin enda A-lagsmatch för Malmö FF i en cupmatch mot IFK Luleå 1969. Svenska landslaget i fotboll har spelat en vänskapslandskamp på Skogsvallen 1965. Man spelade 2-2 mot Finland i en match där Ove Kindvall landslagsdebuterade.
Skogsvallens framtid är osäker då den är sliten och omodern med löparbanor samt endast en gammal huvudläktare. Örnäsets IP och Karlsvik har nämnts som två möjliga platser för en ny fotbollsarena. Även Porsön, där Facebookhallarna byggs, har diskuterats.

### Resultat efter säsong
| \| Säsong \| Nivå i landets serier \| Division \| Del \| Placering \| Serierörelse \| \| ------ \| --------------------- \| ---------- \| -------------- \| --------- \| ------------------------- \| \| 1993 \| 2 \| Division 1 \| Norra \| 5 \| \| \| 1994 \| 2 \| Division 1 \| Norra \| 3 \| \| \| 1995 \| 2 \| Division 1 \| Norra \| 6 \| \| \| 1996 \| 2 \| Division 1 \| Norra \| 9 \| \| \| 1997 \| 2 \| Division 1 \| Norra \| 7 \| \| \| 1998 \| 2 \| Division 1 \| Norra \| 14 \| Nedflyttat \| \| 1999 \| 4 \| Division 3 \| Norra Norrland \| 4 \| \| \| 2000 \| 4 \| Division 3 \| Norra Norrland \| 1 \| Uppflyttat efter kvalspel \| \| 2001 \| 3 \| Division 2 \| Norrland \| 1 \| Kvalspel för uppflyttning \| \| 2002 \| 3 \| Division 2 \| Norrland \| 4 \| \| \| 2003 \| 3 \| Division 2 \| Norrland \| 7 \| \| \| 2004 \| 3 \| Division 2 \| Norrland \| 3 \| \| \| 2005 \| 3 \| Division 2 \| Norrland \| 7 \| \| \| 2006* \| 4 \| Division 2 \| Norrland \| 2 \| \| \| 2007 \| 4 \| Division 2 \| Norrland \| 2 \| \| \| 2008 \| 4 \| Division 2 \| Norrland \| 2 \| \| \| 2009 \| 4 \| Division 2 \| Norrland \| 2 \| \| \| 2010 \| 4 \| Division 2 \| Norrland \| 1 \| Uppflyttat \| \| 2011 \| 3 \| Division 1 \| Norra \| 10 \| \| \| 2012 \| 3 \| Division 1 \| Norra \| 10 \| \| \| 2013 \| 3 \| Division 1 \| Norra \| 5 \| \| \| 2014 \| 3 \| Division 1 \| Norra \| 10 \| \| \| 2015 \| 3 \| Division 1 \| Norra \| 3 \| \| \| 2016 \| 3 \| Division 1 \| Norra \| 11 \| \| \| 2017 \| 3 \| Division 1 \| Norra \| 14 \| Nedflyttat \| \| 2018 \| 4 \| Division 2 \| Norrland \| 5 \| \| \| 2019 \| 4 \| Division 2 \| Norrland \| 1 \| Uppflyttat \| \| 2020 \| 3 \| Division 1 \| Norra \| 10 \| \| \| 2021 \| 3 \| Division 1 \| Norra \| 15 \| Nedflyttat \| \| 2022 \| 4 \| Division 2 \| Norrland \| 3 \| \| \| 2023 \| 4 \| Division 2 \| Norrland \| 5 \| \| * 2006 skedde en omstrukturering av Sveriges fotbollsligor genom bildandet av Division 1 i fotboll som tredje nivå i Sveriges serier. Division 2 och lägre flyttades därmed ned ett steg i seriesystemet. |                       |            |                |           |                           |
| Säsong | Nivå i landets serier | Division   | Del            | Placering | Serierörelse              |
| 1993 | 2                     | Division 1 | Norra          | 5         |                           |
| 1994 | 2                     | Division 1 | Norra          | 3         |                           |
| 1995 | 2                     | Division 1 | Norra          | 6         |                           |
| 1996 | 2                     | Division 1 | Norra          | 9         |                           |
| 1997 | 2                     | Division 1 | Norra          | 7         |                           |
| 1998 | 2                     | Division 1 | Norra          | 14        | Nedflyttat                |
| 1999 | 4                     | Division 3 | Norra Norrland | 4         |                           |
| 2000 | 4                     | Division 3 | Norra Norrland | 1         | Uppflyttat efter kvalspel |
| 2001 | 3                     | Division 2 | Norrland       | 1         | Kvalspel för uppflyttning |
| 2002 | 3                     | Division 2 | Norrland       | 4         |                           |
| 2003 | 3                     | Division 2 | Norrland       | 7         |                           |
| 2004 | 3                     | Division 2 | Norrland       | 3         |                           |
| 2005 | 3                     | Division 2 | Norrland       | 7         |                           |
| 2006* | 4                     | Division 2 | Norrland       | 2         |                           |
| 2007 | 4                     | Division 2 | Norrland       | 2         |                           |
| 2008 | 4                     | Division 2 | Norrland       | 2         |                           |
| 2009 | 4                     | Division 2 | Norrland       | 2         |                           |
| 2010 | 4                     | Division 2 | Norrland       | 1         | Uppflyttat                |
| 2011 | 3                     | Division 1 | Norra          | 10        |                           |
| 2012 | 3                     | Division 1 | Norra          | 10        |                           |
| 2013 | 3                     | Division 1 | Norra          | 5         |                           |
| 2014 | 3                     | Division 1 | Norra          | 10        |                           |
| 2015 | 3                     | Division 1 | Norra          | 3         |                           |
| 2016 | 3                     | Division 1 | Norra          | 11        |                           |
| 2017 | 3                     | Division 1 | Norra          | 14        | Nedflyttat                |
| 2018 | 4                     | Division 2 | Norrland       | 5         |                           |
| 2019 | 4                     | Division 2 | Norrland       | 1         | Uppflyttat                |
| 2020 | 3                     | Division 1 | Norra          | 10        |                           |
| 2021 | 3                     | Division 1 | Norra          | 15        | Nedflyttat                |
| 2022 | 4                     | Division 2 | Norrland       | 3         |                           |
| 2023 | 4                     | Division 2 | Norrland       | 5         |                           |

## Spelare